# Gregorio Gutiérrez González
Gregorio Ignacio Gutiérrez González (La Ceja del Tambo, 9 de mayo de 1826-Medellín, 25 de julio de 1872) fue un poeta, escritor y político colombiano.

## Biografía
Nació en La Ceja del Tambo, Antioquia, el 9 de mayo de 1826 y falleció con 47 años en Medellín por problema de hipertensión   el 6 de julio de 1872. Se graduó como abogado en el Colegio de salesianos en 1857. Participó en tertulias literarias con las élites intelectuales de Bogotá y generó con algunos de sus miembros una importante correspondencia que hoy se encuentra en la biblioteca central de la Universidad de Antioquia. Gran parte de su vida la pasó en Sonsón, lugar donde ejerció sus habilidades en el mundo de la política, así como en el campo de la escritura.
Sus poesías han sido traducidas a varios idiomas y son una expresión de absolutismo y romanticismo. Su poema más reputado es Memoria sobre el cultivo de Maíz en Antioquia, publicado en 1860. 

## Obras más importantes
Su obra más celebrada es "Memoria sobre el Cultivo de Maíz en Antioquia" (1860).
Otras obras: Aures, ¿Por qué no cantas?, A Julia y A los Estados Unidos de Colombia.